# Eulaira wioma
Eulaira wioma är en spindelart som beskrevs av Chamberlin 1948. Eulaira wioma ingår i släktet Eulaira och familjen täckvävarspindlar. Inga underarter finns listade i Catalogue of Life.